# 宮本工業所
株式会社宮本工業所（みやもとこうぎょうしょ）は、老舗の消火設備メーカーである。

## 概要
消防用設備・消火設備の開発・製造・輸入・販売・設計・施工・保守・損保仕様消火設備のコンサルタント業務を行う。FMグローバルやNFPA等の米国損保基準、国内損保基準（日本損害保険協会・損害保険料率算定協会）仕様のスプリンクラーを特に得意とする会社である。損保仕様に関しては日本国内で最大の実績・技術を持つ。半導体・電気メーカー、コンピューターメーカー、製薬会社、化学メーカー、自動車メーカーなどの工場・研究所・倉庫、そして百貨店の設計・施工・保守の実績が特に多い。
一族経営の関係と初代社長方針に「会社を必要以上に大きくする必要は無い」があり、株式の上場はしていない。
初代社長である宮本正司は愛国者であったが、戦後すぐ「これからの日本は米国と仲良くしなければならない時代になる」と社員に説き、息子である現社長の宮本正祥をアイビーリーグのプリンストン大学を卒業させた。
消火設備会社としては特異な客先直仕事の多い会社であるが、これは特殊スペックのため設計事務所・ゼネコン・サブコンにノウハウがないことと、客先契約損保会社の推薦が多いことによる。通常の消防法物件では　帝国ホテル、ホテルニューオータニ、パレスホテル、東京倶楽部、交詢社、ベルギー大使館などの有名物件の実績が多い。三越の施工実績も多いが、国内損保仕様である。

## 沿革
- 1925年（大正14年） - 宮本正司が宮本衛生工業所を設立、スプリンクラーを始める。
- 1949年（昭和24年） - 株式会社宮本工業所に法人改組。米ファイヤーファイター社（後のノリスインダストリーズ社）グローブスプリンクラー装置の輸入を開始。
- 1962年（昭和37年） - エヤ－フォームスプリンクラー装置の特許権取得（地下駐車場泡消火装置）。
- 1975年（昭和50年） - 建設業法に基づく建設大臣特定建設業（消火施設工事業）の許可を受ける。
- 1981年（昭和56年） - 米セントラル・スプリンクラー社（現・tyco社）の日本総代理店となる。米スタースプリンクラー社の日本総代理店となる。
- 1982年（昭和57年） - 本社新社屋建設
- 1993年（平成5年） - 練馬社宅・寮開設
- 1994年（平成6年） - 本社より開発センターを足立区千住へ移設（研究室・実験場・倉庫併設）
- 1995年（平成7年） - 早期制圧速動型スプリンクラーヘッド発売（ESFR　ヘッド　FM承認品・検定品）
- 1997年（平成9年） - 一斉開放弁（減圧開）発売（2次側バルブ不要タイプ）
- 1998年（平成10年） - 鹿島建設との共同研究で新スプリンクラーヘッド（小区画側壁型）を開発（特許は開発センター長の植木貴晴が保有）。
- 2009年（平成21年） - 耐衝撃型スプリンクラーヘッドを発売。
- 2010年（平成22年）
  - 米セントラル・スプリンクラー社（現tyco社）と共同出資で設立したセントラル・スプリンクラー・ジャパンの株式をtyco社(49%)より買い上げ完全子会社とし、社名をセンチュリー・スプリンクラー・ジャパンと改める。
  - 川崎営業所を中原区中丸子から中原区新城へ移転。

## 事業所
研究所・配送センター
- 開発センター：東京都足立区千住関屋町

営業所
- 神奈川県川崎市中原区
- 大阪府東大阪市宝持

社宅・寮
- 東京都練馬区関町南

## 所属団体
- 日本消火装置工業会（理事）
- 全米防火協会（NFPA）
- 日本建築防災協会
- 日本火災学会
- 消防施設工事協会
- 全国消防機器協会
- 日本空調衛生工事業協会
- 東京空調衛生工事業協会
- 日本建築設備士協会
- 日本CM協会
- 東京商工会議所
- 大阪商工会議所
- 労働基準協会
- 芝法人会

## グループ・関連会社
- 国内
  - センチュリー・スプリンクラー・ジャパン(旧セントラル・スプリンクラー・ジャパン)（消火設備機器輸入・販売商社）
  - ユーロジャパントレーディング（雑貨・ワイン・食品輸入商社）

## 日本代理店
- 米 セントラル・スプリンクラー社
- 米 スター・スプリンクラー社
- 米 グローブ・ファイヤー・スプリンクラー社

## 役員・監査役
- 宮本正祥
- 源田昇司
- 柳澤勝己
- 原田伸生
- 植木貴晴

### 社長所属団体・役職
- 日本消火装置工業会理事
- 日米協会会員
- 東京倶楽部委員
- 日本プリンストンクラブ会員
- 程ヶ谷CC委員

### 歴代社長
- 初代：宮本正司（現社長の父）
- 2代目：岩澤武（現社長の叔父）
- 3代目：宮本正祥（現社長）　1967年入社、1991年より社長